# 內藤實穗
內藤實穗（日语：／ Naito Minori，1994年4月26日—）是一名出生於日本大阪府的壘球選手，司職投手，目前效力於日本壘球聯盟Bic Camera高崎。她曾隨隊參加2020年夏季奧林匹克運動會壘球比賽，結果獲得金牌。

## 獎項
- 日本女子壘球聯盟最佳九人：1回（一壘手部門：2020年）

## 外部連結
- 內藤實穗的X（前Twitter）
- 內藤實穗的Instagram帳戶